# Lachnia subcincta
Lachnia subcincta är en skalbaggsart som beskrevs av Audinet-serville 1835. Lachnia subcincta ingår i släktet Lachnia och familjen långhorningar. Inga underarter finns listade i Catalogue of Life.